# Rekviem b-moll, op. 89
Rekviem, cung Si giáng thứ, Op. 89, B. 165 là bản requiem của nhà soạn nhạc người Séc Antonín Dvořák. Ông viết tác phẩm này vào năm 1890. Ông trình diễn tác phẩm đó vào năm 1891 tại thành phố Birmingham của nước Anh.